# Gerhard Berger
Gerhard Berger (Wörgl, 27 de agosto de 1959) é um ex-piloto austríaco de Fórmula 1.
Estreou na Fórmula 1 na 13ª etapa do campeonato de 1984, o GP da Áustria, e ficou até 1997 no GP da Europa (última etapa do campeonato). Correu por 5 equipes: ATS, Arrows, Benetton, Ferrari e McLaren.
A sua primeira vitória na categoria e também da equipe no ano de estreia da Benetton aconteceu em 1986 no Grande Prêmio do México e também foi responsável pela última vitória do time (e também a sua) na Fórmula 1 no Grande Prêmio da Alemanha em 1997. Ele venceu 10 Grandes Prêmios, conseguiu 48 pódios, 12 poles e 21 voltas mais rápidas. Com 210 largadas ele é um dos pilotos que mais participaram da Formula 1 em todos os tempos.
De 1990 até 1992, foi companheiro de equipe de Ayrton Senna na McLaren. A partir desta época, tornaram-se amigos próximos.

## Acidentes graves
Acidente em Ímola, 1989
Um ponto crítico na carreira de Berger foi o acidente na curva Tamburello (mesma curva que Nelson Piquet sofreu o acidente em 1987 e em 1994 encerraria a vida de Ayrton Senna), quando sua Ferrari perdeu a asa dianteira de forma repentina. Com a perda da asa, o carro do piloto austríaco número 28 foi reto e bateu de frente no muro de concreto a 260 km/h. A Ferrari se arrastou pelo muro até explodir em chamas. Os fiscais de pista italianos agiram com muita rapidez e extinguiram o fogo. Gerhard Berger ficou 15 segundos no fogo, protegido pela roupa antichama. Se a equipe de resgate demorasse mais 6 segundos, Berger teria morrido.
Acidente no Autódromo do Estoril (Portugal), 1992
Na briga pela 3ª posição no final da 43ª volta, no contorno da curva Parabolica, Riccardo Patrese entrou bem próximo do carro de Berger. No início da reta dos boxes, Patrese já está em condições de ultrapassá-lo, mas o piloto austríaco da McLaren número 2 decidiu fazer um pit stop e reduziu a velocidade de forma repentina. Patrese não conseguiu desviá-lo e aconteceu a catapulta, (um carro, cuja roda dianteira se choca à roda traseira de outro, acaba por ser projetado, voando em loop). Por sorte, não houve consequências graves.
Acidente em Interlagos, 1993
Na primeira curva, após a largada, Berger e Michael Andretti (estreante na categoria) se tocaram, saíram da pista e bateram forte na proteção de pneus. Ambos saíram sem lesões graves.

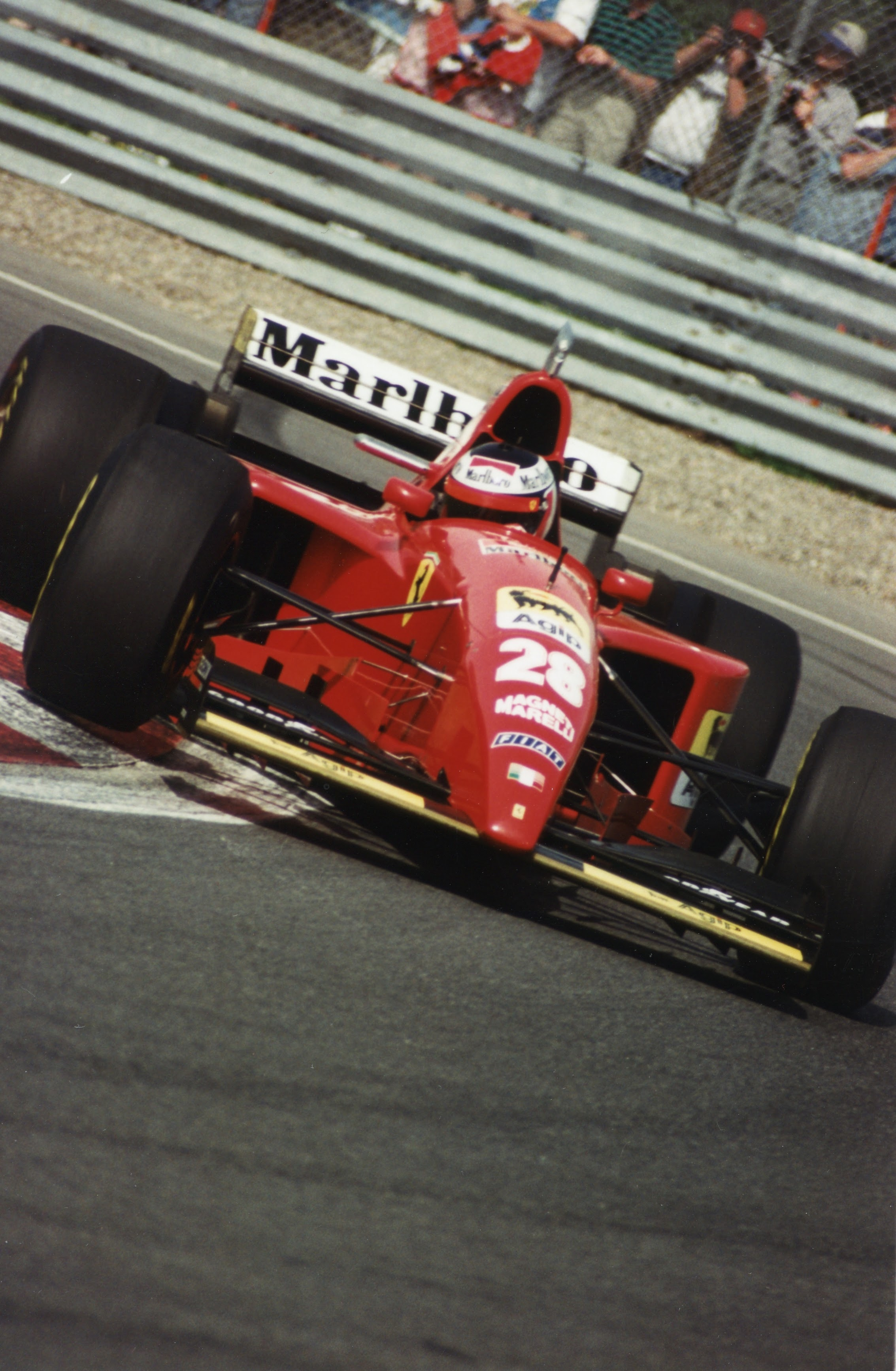
Gerhard Berger pilotando a Ferrari no Grande Prêmio do Canadá em 1995

## Período pós-piloto
Uma figura extremamente popular na Fórmula 1, Berger foi visto regularmente no pitlane até 2003 em sua nova função como diretor de competições da BMW, supervisionando seu retorno bem-sucedido à Fórmula 1 em 2000, como fornecedora de motores.
Em fevereiro de 2006, ele adquiriu 50% da Scuderia Toro Rosso em um acordo que viu o chefe da Red Bull, Dietrich Mateschitz, comprar metade da Berger Logistik, uma empresa de transporte rodoviário fundada pelo pai de Berger, Johann, em 1961. Sua equipe Toro Rosso venceu seu primeiro Grande Prêmio com Sebastian Vettel levando a vitória. Ele vendeu sua parte de volta para Mateschitz em novembro de 2008.
Em 2012, Berger foi nomeado presidente da Comissão de Assento Único da FIA. Ele deixou o cargo em dezembro de 2014.
Em março de 2017, Berger tornou-se presidente da ITR, a promotora do Deutsche Tourenwagen Masters (DTM).

## Vida Pessoal
Gerhard Berger está casado com a portuguesa Ana Corvo e costuma passar as suas férias em Portugal.

## Resultados na Fórmula 1
(legenda) (Corrida em negrito indica pole position, corridas em itálico indica volta mais rápida)
| Ano  | Nome Oficial da Equipe      | Chassis          | Motor                 | Pneus | 1       | 2       | 3       | 4       | 5       | 6       | 7       | 8       | 9       | 10      | 11      | 12      | 13      | 14      | 15      | 16      | 17      | Pontos | Posição  |
| ---- | --------------------------- | ---------------- | --------------------- | ----- | ------- | ------- | ------- | ------- | ------- | ------- | ------- | ------- | ------- | ------- | ------- | ------- | ------- | ------- | ------- | ------- | ------- | ------ | -------- |
| 1997 | Mild Seven Benetton Renault | Benetton B197    | Renault RS9 V10       | G     | AUS 4º  | BRA 2º  | ARG 6º  | SMR Ret | MON 9º  | ESP 10º |         |         |         | ALE 1º  | HUN 8º  | BEL 6º  | ITA 7º  | AUT 10º | LUX 4º  | JAP 8º  | EUR 4º  | 27     | 5º       |
| 1996 | Mild Seven Benetton Renault | Benetton B196    | Renault RS8 V10       | G     | AUS 4º  | BRA Ret | ARG Ret | EUR 9º  | SMR 3º  | MON Ret | ESP Ret | CAN Ret | FRA 4º  | GBR 2º  | ALE 13º | HUN Ret | BEL 6º  | ITA Ret | POR 6º  | JAP 4º  |         | 21     | 6º       |
| 1995 | Scuderia Ferrari            | Ferrari 412T2    | Ferrari 044/1 V12     | G     | BRA 3º  | ARG 6º  | SMR 3º  | ESP 3º  | MON 3º  | CAN Ret | FRA 12º | GBR Ret | ALE 3º  | HUN 3º  | BEL Ret | ITA Ret | POR 4º  | EUR Ret | PAC 4º  | JAP Ret | AUS Ret | 31     | 6º       |
| 1994 | Scuderia Ferrari            | Ferrari 412T1    | Ferrari 043 V12       | G     | BRA Ret | PAC 2º  | SMR Ret | MON 3º  | ESP Ret | CAN 4º  |         |         |         |         |         |         |         |         |         |         |         | 41     | 3º       |
| 1994 | Scuderia Ferrari            | Ferrari 412T1B   | Ferrari 043 V12       | G     |         |         |         |         |         |         | FRA 3º  | GBR Ret | ALE 1º  | HUN 12º | BEL Ret | ITA 2º  | POR Ret | EUR 5º  | JAP Ret | AUS 2º  |         | 41     | 3º       |
| 1993 | Scuderia Ferrari            | Ferrari F93A     | Ferrari 041 V12       | G     | AFS 6º  | BRA Ret | EUR Ret | SMR Ret | ESP 6º  | MON 14º | CAN 4º  | FRA 14º | GBR Ret | ALE 6º  | HUN 3º  | BEL 10º | ITA Ret | POR Ret | JAP Ret | AUS 5º  |         | 12     | 8º       |
| 1992 | Honda Marlboro McLaren      | McLaren MP4/6B   | Honda RA122E V12      | G     | AFS 5º  | MEX 4º  |         |         |         |         |         |         |         |         |         |         |         |         |         |         |         | 49     | 5º       |
| 1992 | Honda Marlboro McLaren      | McLaren MP4/7A   | Honda RA122E V12      | G     |         |         | BRA Ret | ESP 4º  | SMR Ret | MON Ret | CAN 1º  | FRA Ret | GBR 5º  | ALE Ret | HUN 3º  | BEL Ret | ITA 4º  | POR 2º  | JAP 2º  | AUS 1º  |         | 49     | 5º       |
| 1991 | Honda Marlboro McLaren      | McLaren MP4/6    | Honda RA121E V12      | G     | DET Ret | BRA 3º  | SMR 2º  | MON Ret | CAN Ret | MEX Ret | FRA Ret | GBR 2º  | ALE 4º  | HUN 4º  | BEL 2º  | ITA 4º  | POR Ret | ESP Ret | JAP 1º  | AUS 3º2 |         | 43     | 4º       |
| 1990 | Honda Marlboro McLaren      | McLaren MP4/5B   | Honda RA100E V10      | G     | DET Ret | BRA 2º  | SMR 2º  | MON 3º  | CAN 4º  | MEX 3º  | FRA 5º  | GBR Ret | ALE 3º  | HUN Ret | BEL 3º  | ITA 3º  | POR 4º  | ESP Ret | JAP Ret | AUS 4º  |         | 43     | 4º       |
| 1989 | Scuderia Ferrari SpA SEFAC  | Ferrari F1 640   | Ferrari 035/5 V12     | G     | BRA Ret | SMR Ret |         | MEX Ret | DET Ret | CAN Ret | FRA Ret | GBR Ret | ALE Ret | HUN Ret | BEL Ret | ITA 2º  | POR 1º  | ESP 2º  | JAP Ret | AUS Ret |         | 21     | 7º       |
| 1988 | Scuderia Ferrari SpA SEFAC  | Ferrari F187/88C | Ferrari 033E V6 Turbo | G     | BRA 2º  | SMR 5º  | MON 2º  | MEX 3º  | CAN Ret | DET Ret | FRA 4º  | GBR 9º  | ALE 3º  | HUN 4º  | BEL Ret | ITA 1º  | POR Ret | ESP 6º  | JAP 4º  | AUS Ret |         | 41     | 3º       |
| 1987 | Scuderia Ferrari SpA SEFAC  | Ferrari F1/87    | Ferrari 033D V6 Turbo | G     | BRA 4º  | SMR Ret | BEL Ret | MON 4º  | DET 4º  | FRA Ret | GBR Ret | ALE Ret | HUN Ret | AUT Ret | ITA 4º  | POR 2º  | ESP Ret | MEX Ret | JAP 1º  | AUS 1º  |         | 36     | 5º       |
| 1986 | Benetton Formula Ltd        | Benetton B186    | BMW M12/13 L4 Turbo   | P     | BRA 6º  | ESP 6º  | SMR 3º  | MON Ret | BEL 10º | CAN Ret | DET Ret | FRA Ret | GBR Ret | ALE 10º | HUN Ret | AUT 7º  | ITA 5º  | POR Ret | MEX 1º  | AUS Ret |         | 17     | 7º       |
| 1985 | Barclay Arrows BMW          | Arrows A8        | BMW M12/13 L4 Turbo   | G     | BRA Ret | POR Ret | SMR Ret | MON Ret | CAN 13º | DET 11º | FRA Ret | GBR 8º  | ALE 7º  | AUT Ret | HOL 9º  | ITA Ret | BEL 7º  | EUR 10º | AFS 5º  | AUS 6º  |         | 3      | 20º      |
| 1984 | Team ATS                    | ATS D7           | BMW M12/13 L4 Turbo   | P     |         |         |         |         |         |         |         |         |         |         |         |         | AUT 12º | ITA 6º1 | EUR Ret | POR 13º |         | 0      | NC (22º) |

↑1  No Grande Prêmio da Itália, ele terminou em 6º lugar e não marcou 1 ponto, porque a equipe ATS inscreveu no campeonato apenas o carro de Manfred Winkelhock.
↑2  Foi atribuído metade dos pontos, porque o número de voltas não atingiu 75% de sua realização. Berger marcou 2 pontos com o 3º lugar.

## Vitórias por equipe
Ferrari: 5
McLaren: 3
Benetton: 2